# Boulon
Boulon település Franciaországban, Calvados megyében. Lakosainak száma 816 fő (2022. január 1.). Boulon Barbery, Bretteville-sur-Laize, Fresney-le-Puceux, Mutrécy, Saint-Laurent-de-Condel és Laize-Clinchamps községekkel határos.

## Népesség
A település népessége az elmúlt években az alábbi módon változott:
| Lakosok száma | 406  | 589  | 592  | 578  | 638  | 653  | 681  | 736  | 778  | 816  |
|               | 1968 | 1982 | 1990 | 2006 | 2013 | 2015 | 2017 | 2019 | 2020 | 2022 |